# Saint Augustin dans son cabinet de travail (Botticelli, Ognissanti)
Pour les articles homonymes, voir Saint Augustin dans son cabinet de travail.
Saint Augustin dans son cabinet de travail (en italien : Sant'Agostino nello studio) est une fresque réalisée aux environs de 1480 dans l'église Ognissanti de Florence.
Détachée de son emplacement d'origine lors d'une rénovation effectuée en 1564, elle se trouve depuis cette date sur le côté droit de la nef de l'église, face-à-face avec le Saint Jérôme dans son étude, réalisé par Domenico Ghirlandaio.

## Données historiques
La fresque est commandée par la famille Vespucci, dont le palais est proche de la maison du peintre et le double patronage des frères Nastagio et Giorgio Antonio est généralement admis. Pour Ronald Lightbown, les moines de l'Ordre des Umiliati, propriétaires de l'église et qui ont adopté la règle de saint Benoît, ont commandé les deux fresques, et les Vespucci ont financé celle de Botticelli.

Citation de Giorgio Vasari : 

« Dans l'église d'Ognissanti, il peignit à fresque, pour les Vespucci, sur le galandage de la porte donnant dans le chœur, un saint Augustin ; en cherchant de surpasser tous les peintres de son époque - mais plus particulièrement Domenico Ghirlandajo qui avait représenté, de l'autre côté, un saint Jérôme - il se donna bien du mal [...] En cette année 1564, [...] cette peinture a été ôtée saine et sauve de son emplacement. »

— Giorgio Vasari, Le vite de' piu eccellenti pittori, scultori et architettori.
 permet de connaître l'emplacement d'origine des deux fresques d'où elles sont détachées, en 1564, lors de la rénovation de l'église et la destruction du chœur. Elle corrobore aussi une chronique du XVIIe siècle de l'église, d'Antonio Tognocchi da Terrinca, rappelant la présence antérieure du chœur 

« chœur [...] entouré d'une haute muraille, dans laquelle se trouvaient deux chapelles avec leur autel, l'une d'un côté, et l'autre au-delà de la porte, et deux images : l'une de saint Augustin, l'autre de saint Jérôme »

— Roberto Razzoli, Chiesa d'Ognissanti a Firenze: studi storico-critici.
Les deux fresques sont restaurées après les inondations subies par la capitale toscane en novembre 1966.

## Datation

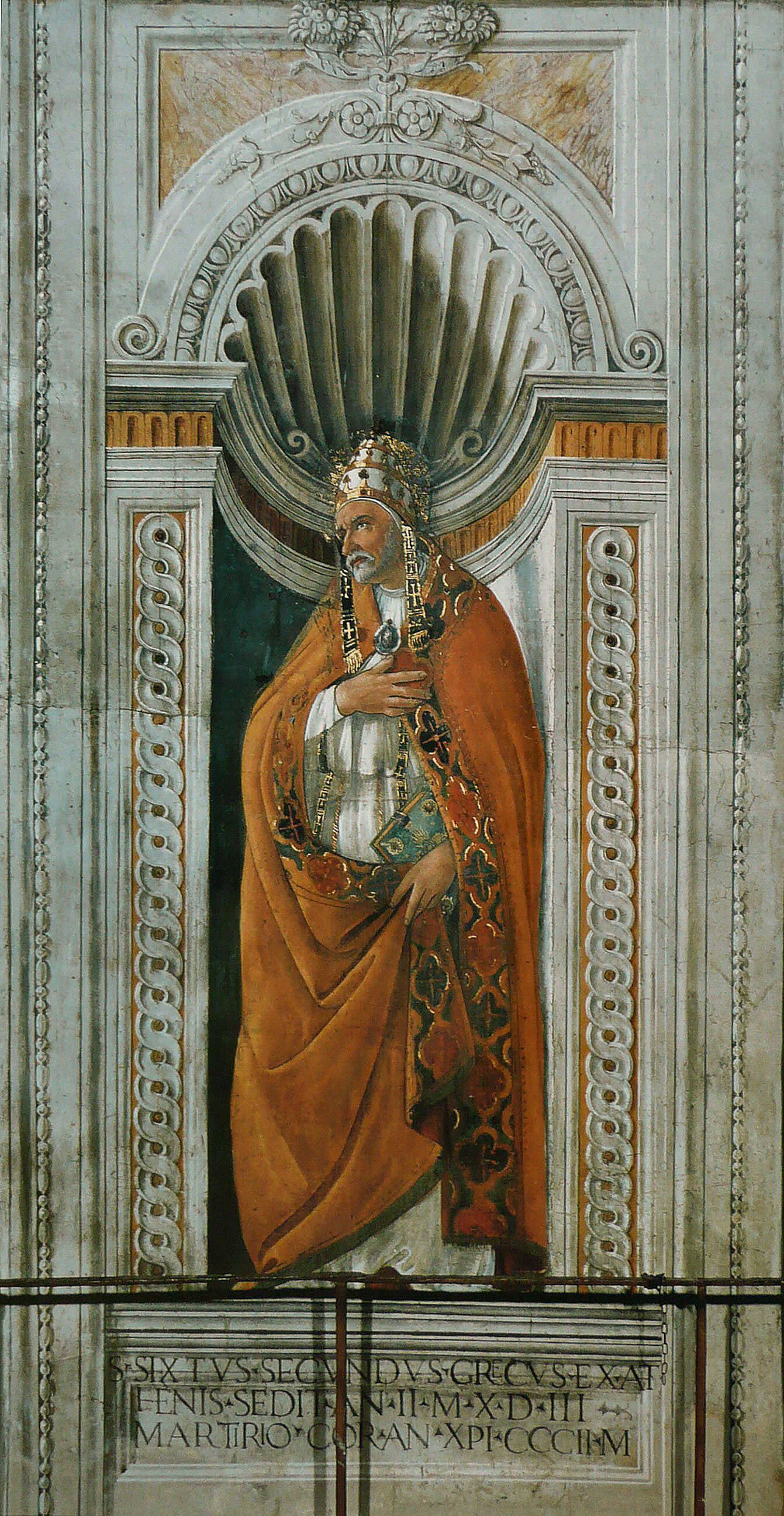
Portrait du pape Sixte II, chapelle sixtine.

Comme Botticelli reprend le dessin similaire de ce saint Augustin pour la représentation du pape Sixte II dans la chapelle sixtine, peinte entre 1481-1482, Herbert Horne date justement la fresque d'Ognissanti d'avant cette réalisation.
Jean K. Cadogan considère comme acceptable la datation aux environs de 1480 pour les deux fresques.

## Description
Botticelli montre saint Augustin assis à son pupitre, dans une attitude extatique, son regard dirigé vers le haut, sa main droite posée, d'un geste émouvant, sur son cœur. De sa main gauche, il tient l'encrier dans lequel il vient de poser sa plume, interrompu dans l'écriture de sa lettre à saint Jérôme, alors mourant à Bethléem, par la voix de ce dernier à l'instant de sa mort, accompagnée d'une vive lumière et de parfum. Saint Augustin relate cet épisode dans une lettre apocryphe à saint Cyriaque et le premier auteur moderne à soutenir la représentation de cette vision par Botticelli est Helen I. Roberts.
Le cabinet de travail où figure, sur l'architrave, le blason des Vespucci évoque une bibliothèque humaniste avec ses livres, traité de géométrie, sphère armillaire. Un grand soin est apporté à ces éléments de nature morte et à la description des détails, notamment ceux de l'ornementation de la mitre. 
Facétieusement, dans la page de gauche du traité de géométrie ouvert, où sont reportés les théorèmes de Pythagore, Botticelli insère une phrase, la seule lisible et précédée d'une croix : Dov'è Frate Martino? È scappato. E dov'è andato? È fuor dalla Porta al Prato » (Où est frère Martin ? Il s'est échappé. Où est-il allé ? En dehors de la Porta al Prato). Selon Umberto Baldini, Botticelli, pendant son travail, aurait surpris la conversation de deux moines relative à « une véritable escapade de ce frère qui, enfreignant de toute évidence les règles du couvent, s'en est allé à travers champs ».

## Analyse

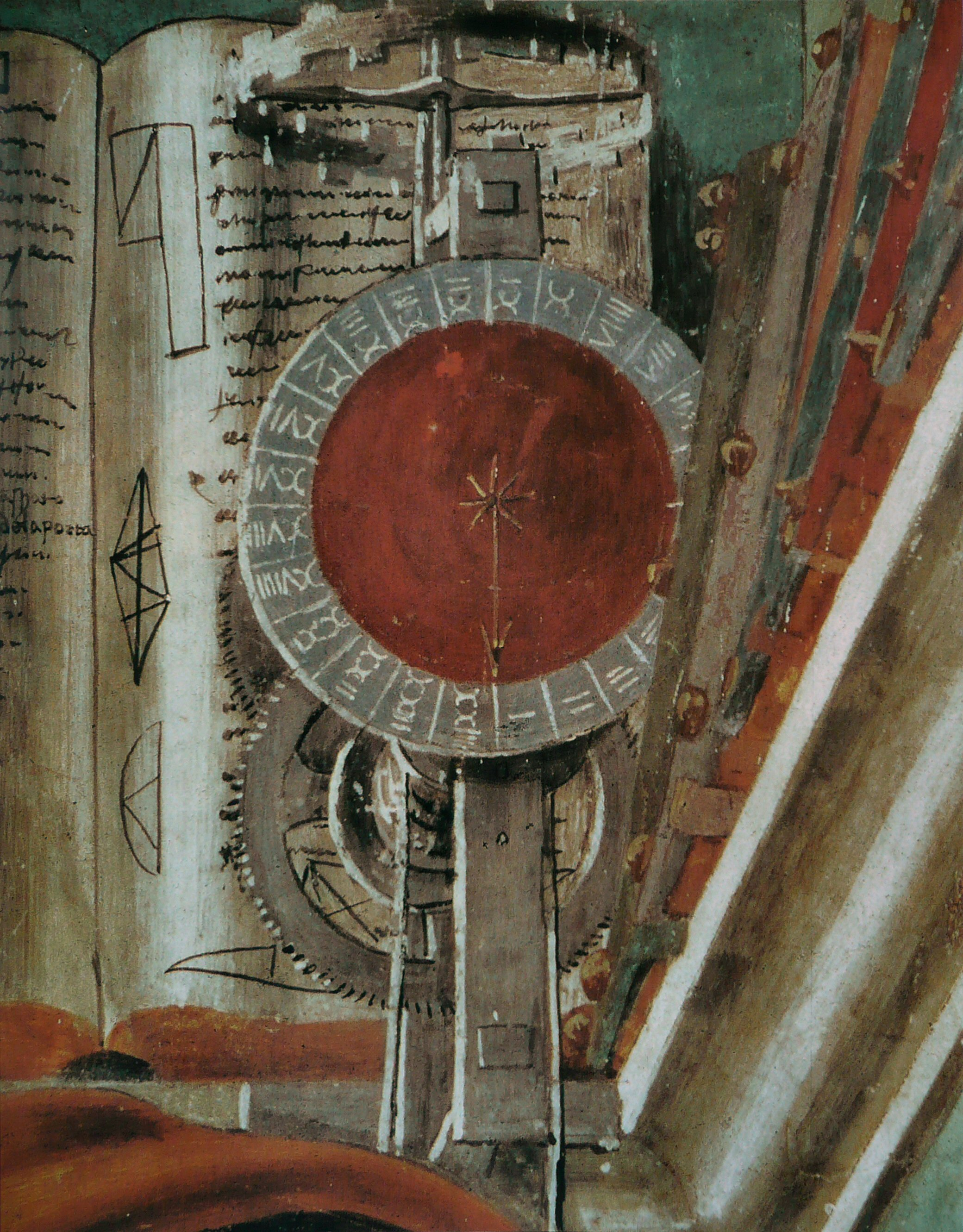
Détail de l'horloge.

La représentation de saint Augustin érudit s'inscrit logiquement dans le développement, au XVe siècle, d'un humanisme philologique, philosophique et mathématique et rappelle aux moines d'Ognissanti l'attachement de la règle de saint Benoît à l'étude.
L'horloge indique la première heure après le lever du soleil. Située précisément dans le temps, la scène souligne le travail intense du saint, déjà, ou encore au travail à cette heure.

## Le thème de saint Augustin par Botticelli
Saint Augustin dans son cabinet de travail est traité à deux autres reprises par Botticelli. 
Entre 1488 et 1490, Botticelli représente saint Augustin dans son cabinet de travail dans l'une des cinq scènes de la prédelle du Retable de San Marco, conservé aux Offices.
Le même thème est peint une nouvelle fois, vers 1490-1494.  Cette tempera sur panneau, dont les petites dimensions, 41 × 27 cm, semblent de toute évidence se rapporter à une peinture destinée à la dévotion personnelle, est également conservée aux Offices de Florence.

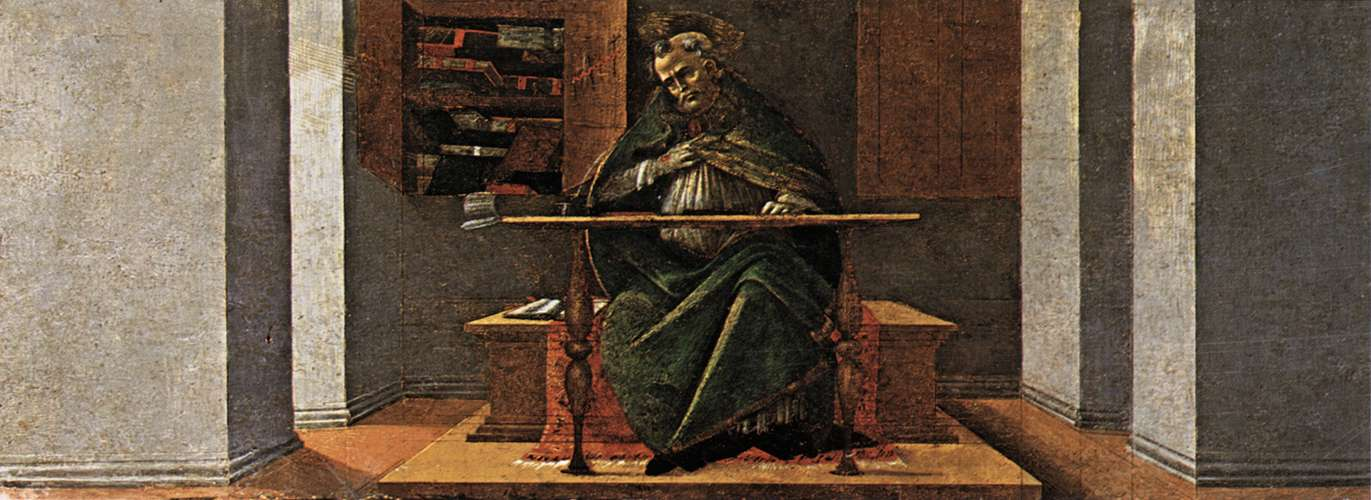
Une des cinq scènes de la prédelle du retable de San Marco, galerie des Offices.
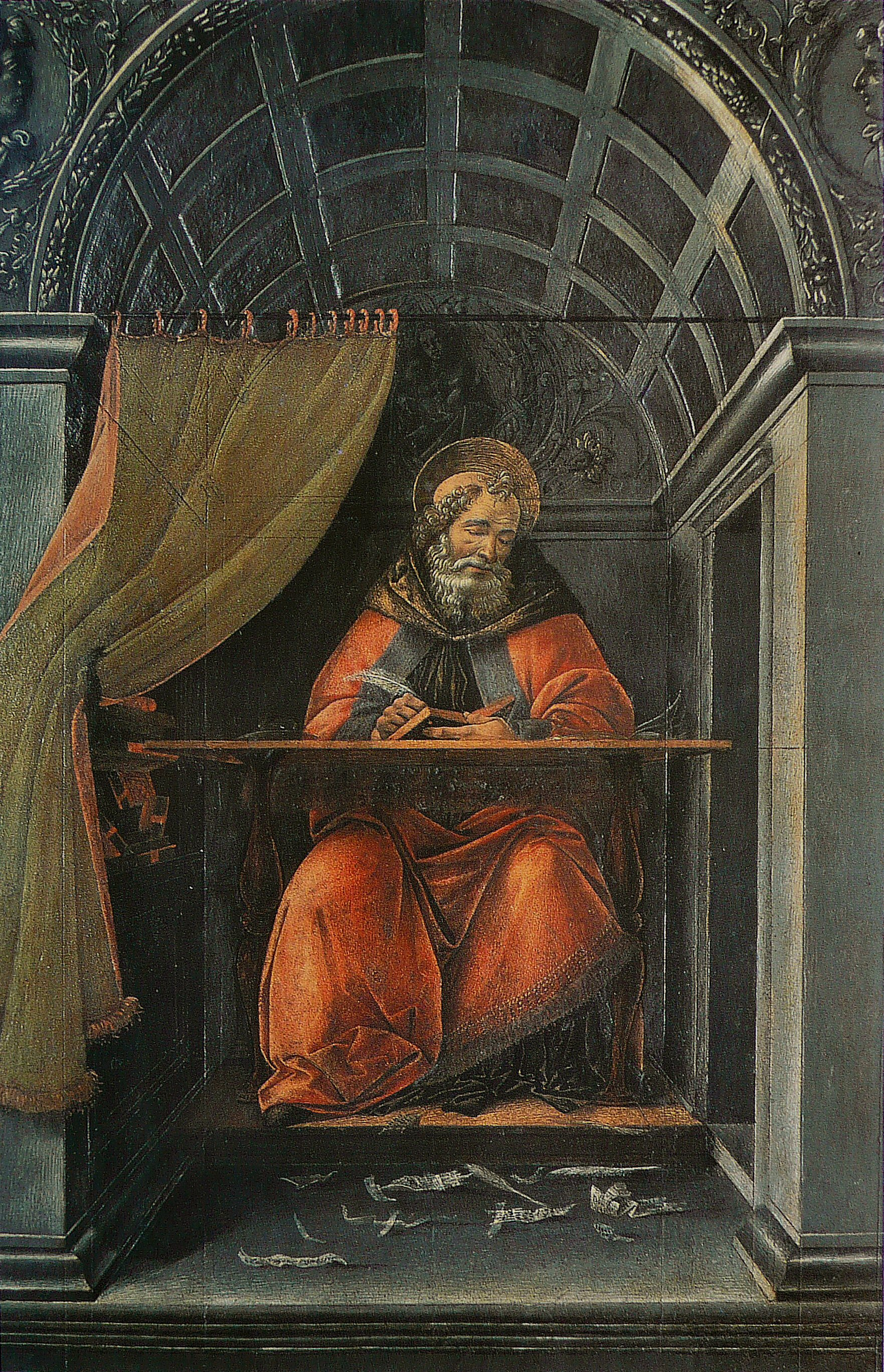
Saint Augustin dans son cabinet de travail, galerie des Offices de Florence.

## Sources bibliographiques
- Botticelli. De Laurent le Magnifique à Savonarole, Milan, Skira, 2003, 246 p. (ISBN 978-88-8491-564-1), p. 138. Catalogue de l'exposition à Paris, Musée du Luxembourg, du 1er octobre 2003 au 22 février 2004 et à Florence, Palazzo Strozzi, du 10 mars au 11 juillet 2004, sous la direction de Daniel Arasse, Pierluigi De Vecchi, Patrizia Nitti
- Alexandra Grömling et Tilman Lingesleben (trad. de l'allemand par Stéphane Schoonover), Botticelli 1444/45-1510 [« Meister der italienischen Kunst - Botticelli »], Cologne, H.F. Ullmann, 2007, 120 p. (ISBN 978-3-8331-3810-2), p. 94.
- Chiara Basta et Carlo Bo (introduction) (trad. Odile Menegaux), Botticelli : Sa vie, son art. Les chefs-d'œuvre, Paris, Flammarion, 2005, 189 p. (ISBN 978-2-08-011433-4), p. 104.